# 1936 en littérature
| Années de la littérature : 1933 - 1934 - 1935 - 1936 - 1937 - 1938 - 1939    |
| Décennies de la littérature : 1900 - 1910 - 1920 - 1930 - 1940 - 1950 - 1960 |

Cet article présente les faits marquants de l'année 1936 en littérature.

## Événements
- 23 novembre : L’écrivain allemand Carl von Ossietzky, emprisonné par les nazis, prix Nobel de la paix pour 1935.
- Lane invente l'édition en format livre de poche.

## Presse
- 23 novembre : Premier numéro du magazine Life.
- Argument (Szép Szó), revue littéraire et politique hongroise fondée par Attila József, Pál Ignotus et Ferenc Fejtö.
- Création de la Revue de sciences criminelles.

## Parutions

### Essais
- Léon Blum (socialiste, 1872-1950) : La réforme gouvernementale et Pour être socialiste.
- Georges Bénézé, Allure du transcendantal, Paris, éd. J. Vrin
- Georges Bénézé, Valeur. Essai d'une théorie générale, Paris, éd. J. Vrin,
- André Gide (1869-1951) : Retour de l'U.R.S.S., 5 novembre.
- Vladimir Jankélévitch (philosophe, 1903-1985) : L’Ironie (février).
- Jean-Paul Sartre (philosophe, 1905-1980) : L'Imagination.

### Poésie
- Paul Éluard (1895-1952) : Les Yeux fertiles
- Cesare Pavese (1908-1950) : Travailler fatigue
- Marguerite Yourcenar : Feux.

### Romans

#### Auteurs francophones
- Louis Aragon (1897-1982) : Les Beaux Quartiers
- Georges Bernanos (1888-1948) : Journal d'un curé de campagne (mars).
- Louis-Ferdinand Céline (1894-1961) : Mort à crédit (mai).
- Roger Martin du Gard : L'été 1914
- Margaret Mitchell (1900-1949) : Autant en emporte le vent (Gone with the Wind) (unique roman, juin)..
- Henry de Montherlant (1895-1972) : Les Jeunes Filles (juillet).
- Georges Nigremont (1885-1971) : Jeantou, le maçon creusois

#### Auteurs traduits
- Cecil Day-Lewis (anglais, 1904-1972) : Noé et les Eaux.
- Dashiell Hammett (américain, 1894-1961) : Le Faucon Maltais (août).
- Sergio Buarque de Holanda : Raizes do Brasil.
- Federico Garcia Lorca (espagnol, 1898-1936) : La maison Bernada.
- Leo Perutz (autrichien, 1882-1957) : Le cavalier suédois

### Théâtre
- 15 octobre : Fric-Frac, pièce d’Édouard Bourdet.
- L'Eté à Nohant, pièce de Jarosław Iwaszkiewicz (Pologne),

## Récompenses et prix littéraires
- Prix internationaux :
  - Prix Nobel de littérature : Eugene Gladstone O'Neill.

- Canada :
  - Première année des Prix du Gouverneur général. Voir la liste des Prix du Gouverneur général 1936.

- France :
  - Grand prix du roman de l'Académie française : Journal d'un curé de campagne de Georges Bernanos.
  - Prix Femina : Sangs de Louise Hervieu.
  - Prix Goncourt : L'Empreinte du dieu de Maxence Van Der Meersch.
  - Prix Renaudot : Les Beaux Quartiersde Louis Aragon.
  - Prix Interallié : Les Chasses de novembre de René Laporte
  - Prix des Deux Magots : Étrange Famille de Michel Matveev

- États-Unis :
  - Prix Pulitzer (théâtre) : Robert E. Sherwood, Idiots Delight.
  - Prix Pulitzer (poésie) : Robert P. Tristram Coffin, Strange Holiness.
  - Prix Pulitzer (roman) : Harold L. Davis, Honey in the Horn.

## Principales naissances
- 7 janvier : Marek Halter, écrivain français.
- 1 mars : Jean-Edern Hallier, écrivain français († 12 janvier 1997).
- 7 mars : Georges Perec, écrivain français († 3 mars 1982).
- 28 mars : Mario Vargas Llosa, écrivain péruvien et espagnol († 13 avril 2025).
- 12 avril : Frankétienne, écrivain, et philisophe haïtien († 20 février 2025).
- 26 mai : Marie Rouanet, autrice-compositrice-interprète et romancière française.
- 12 aout : Gabriel Matzneff, écrivain français.
- 27 aout : Philippe Labro, journaliste et écrivain français († 4 juin 2025).
- 1 septembre : Alain Ayache, éditeur français († 17 février 2008).
- 10 septembre : Peter Lovesey, écrivain britannique († 10 avril 2025).
- 1er octobre : Antoinette Fouque, éditrice et essayiste française († 20 février 2014).
- 5 octobre : Václav Havel, écrivain et homme d'État tchécoslovaque († 18 décembre 2011).
- 18 novembre : Suzette Haden Elgin : autrice américaine de science-fiction († 27 janvier 2015).
- 19 novembre : Wolfgang Jeschke, auteur allemand de science-fiction († 10 juin 2015).
- 28 novembre : Philippe Sollers, écrivain français.

## Principaux décès
- 5 janvier : Ramón María del Valle-Inclán, dramaturge, romancier et poète moderniste espagnol (° 28 octobre 1866).
- 18 janvier : Rudyard Kipling, romancier britannique (° 30 décembre 1865).

- 9 février : Jacques Bainville, journaliste et historien conservateur français (° 9 février 1879).

- 11 mars : Kyūsaku Yumeno, écrivain japonais, 47 ans (° 4 janvier 1889).

- 16 avril : Albert Thibaudet, critique littéraire français (° 1er avril 1874).

- 8 mai : Oswald Spengler, philosophe allemand (° 29 mai 1880).
- 23 mai : Henri de Régnier, poète et romancier symboliste français (° 28 décembre 1864).

- 11 juin : Robert E. Howard, écrivain américain, à Cross Plains (Texas, États-Unis) (° 22 janvier 1906).
- 12 juin : Karl Kraus, écrivain autrichien, à Vienne (° 28 avril 1874).
- 14 juin : Gilbert Keith Chesterton, poète, romancier et critique anglais (° 29 mai 1874).
- 18 juin : Maxime Gorki, écrivain russe (° 28 mars 1868).

- 19 août : Federico García Lorca, poète, dramaturge, peintre, pianiste et compositeur espagnol, exécuté à Grenade, sa ville natale, par les troupes franquistes (° 5 juin 1898).
- 22 août : José María Hinojosa, poète, éditeur et avocat espagnol (° 17 septembre 1904).

- 5 septembre : Gustave Kahn, poète symboliste et critique d'art français (° 21 décembre 1859).

- 19 octobre : Lu Xun, écrivain chinois auteur du Journal d'un fou (° 25 septembre 1881).

- 3 novembre : Dezső Kosztolányi, poète et écrivain hongrois (° 29 mars 1885).

- 10 décembre : Luigi Pirandello, poète, novelliste, romancier et dramaturge italien (° 28 juin 1867).
- 31 décembre : Miguel de Unamuno, poète, romancier, dramaturge et critique littéraire basque (° 29 septembre 1864).